# Haardt (Weißenburg)
Haardt ist ein Gemeindeteil der Großen Kreisstadt Weißenburg in Bayern im Landkreis Weißenburg-Gunzenhausen (Mittelfranken, Bayern). Die Gemarkung Haardt hat eine Fläche von 3,238 km². Sie ist in 277 Flurstücke aufgeteilt, die eine durchschnittliche Flurstücksfläche von 11691,25 m² haben.

## Lage
Das Dorf Haardt liegt auf einer Hochfläche zwischen Dettenheim und Suffersheim, vier Kilometer südlich der Stadt Weißenburg und südlich vom Ludwigswald, dem Weißenburger Stadtwald. Es besteht aus dem Altort und einer kleinen, etwas abgesetzten Neubausiedlung. Nordöstlich von Haardt schneiden sich der 11. Längengrad und der 49. Breitengrad. Haardt liegt direkt auf der Europäischen Hauptwasserscheide und ist damit hydrologisch gesehen „zweigeteilt“.

## Geschichte
Um 1300 wurde Haardt als Rodungssiedlung von den Marschällen von Pappenheim gegründet. Der Ortsname aus dem Mittelhochdeutschen stammende Ortsname Hart bedeutet am lichten Weidewald. Von den anderen Rodungsdörfern der Umgebung unterschied sich Haardt durch seine unregelmäßige Form als Straßendorf. Im Jahre 1408 kam Haardt zu einem Weißenburger Finanzmakler, der den Ort 1414 an das  Benediktinerkloster Wülzburg verkaufte. Während der Reformation fiel Haardt an die evangelischen  Markgrafen von Ansbach. Kirchlich gehörte der Ort zu Suffersheim. Im Zuge der  Gemeindegebietsreform wurde die bis dahin selbstständige Gemeinde Haardt am 1. Mai 1978 nach Weißenburg eingemeindet.

## Persönlichkeiten
- Karl Pfeiffer-Haardt (1902–1957), Architekt